# Fiji op de Olympische Zomerspelen 2008
Fiji nam deel aan de Olympische Zomerspelen 2008 in Peking, China. Fiji debuteerde op de Zomerspelen in 1956 en deed in 2008 voor de twaalfde keer mee. Fiji won nog nooit een medaille op de Zomerspelen.

## Deelnemers en resultaten

### Atletiek
| Olympiër           | Onderdeel | Resultaat | Prestatie             |
| ------------------ | --------- | --------- | --------------------- |
| Niko Verekauta     | 400m (m)  | 39e       | serie 3: 4de in 46,32 |
|                    |           |           |                       |
| Makelesi Bulikiobo | 400m (v)  | 24e       | serie 2: 5de in 52,24 |

### Gewichtheffen
| Olympiër     | Onderdeel | Resultaat | Prestatie                                                      |
| ------------ | --------- | --------- | -------------------------------------------------------------- |
| Josefa Vueti | -77kg (m) | 23e       | trekken: 26ste met 124kg stoten: 23ste met 155kg totaal: 279kg |

### Judo
| Olympiër       | Onderdeel | Resultaat | Prestatie                                                                  |
| -------------- | --------- | --------- | -------------------------------------------------------------------------- |
| Sisilia Nasiga | -70kg (m) | 13e       | 1ste ronde: V van NED Bosch: ippon herkansingen: V van ALG Ouerdane: ippon |

### Schietsport
| Olympiër    | Onderdeel | Resultaat | Prestatie                                          |
| ----------- | --------- | --------- | -------------------------------------------------- |
| Glenn Kable | trap (m)  | 13e       | kwalificatie: 13de met 115 punten (24-21-22-23-25) |

### Zwemmen
| Olympiër     | Onderdeel           | Resultaat | Prestatie             |
| ------------ | ------------------- | --------- | --------------------- |
| Carl Probert | 100m vrije slag (m) | 58e       | serie 2: 4de in 52,37 |

Afghanistan · Albanië · Algerije · Amerikaanse Maagdeneilanden · Amerikaans-Samoa · Andorra · Angola · Antigua en Barbuda · Argentinië · Armenië · Aruba · Australië · Azerbeidzjan · Bahama's · Bahrein · Bangladesh · Barbados · België · Belize · Benin · Bermuda · Bhutan · Bolivia · Bosnië en Herzegovina · Botswana · Brazilië · Britse Maagdeneilanden · Bulgarije · Burkina Faso · Burundi · Cambodja · Canada · Centraal-Afrikaanse Republiek · Chili · China · Chinees Taipei · Colombia · Comoren · Congo-Brazzaville · Congo-Kinshasa · Cookeilanden · Costa Rica · Cuba · Cyprus · Denemarken · Djibouti · Dominica · Dominicaanse Republiek · Duitsland · Ecuador · Egypte · El Salvador · Equatoriaal-Guinea · Eritrea · Estland · Ethiopië · Fiji · Filipijnen · Finland · Frankrijk · Gabon · Gambia · Georgië · Ghana · Grenada · Griekenland · Groot-Brittannië · Guam · Guatemala · Guinee · Guinee‑Bissau · Guyana · Haïti · Honduras · Hongarije · Hongkong · Ierland · IJsland · India · Indonesië · Irak · Iran · Israël · Italië · Ivoorkust · Jamaica · Japan · Jemen · Jordanië · Kaaimaneilanden · Kaapverdië · Kameroen · Kazachstan · Kenia · Kirgizië · Kiribati · Koeweit · Kroatië · Laos · Lesotho · Letland · Libanon · Liberia · Libië · Liechtenstein · Litouwen · Luxemburg · Macedonië · Madagaskar · Malawi · Malediven · Maleisië · Mali · Malta · Marshalleilanden · Marokko · Mauritanië · Mauritius · Mexico · Micronesië · Moldavië · Monaco · Mongolië · Montenegro · Mozambique · Myanmar · Namibië · Nauru · Nederland · Nederlandse Antillen · Nepal · Nicaragua · Nieuw-Zeeland · Niger · Nigeria · Noord-Korea · Noorwegen · Oeganda · Oekraïne · Oezbekistan · Oman · Oostenrijk · Oost‑Timor · Pakistan · Palau · Palestina · Panama · Papoea-Nieuw-Guinea · Paraguay · Peru · Polen · Portugal · Puerto Rico · Qatar · Roemenië · Rusland · Rwanda · Saint Kitts en Nevis · Saint Lucia · Saint Vincent en Grenadines · Salomonseilanden · Samoa · San Marino · Sao Tomé en Principe · Saoedi-Arabië · Senegal · Servië · Seychellen · Sierra Leone · Singapore · Slovenië · Slowakije · Soedan · Somalië · Spanje · Sri Lanka · Suriname · Swaziland · Syrië · Tadzjikistan · Tanzania · Thailand · Togo · Tonga · Trinidad en Tobago · Tsjaad · Tsjechië · Tunesië · Turkije · Turkmenistan · Tuvalu · Uruguay · Vanuatu · Venezuela · Verenigde Arabische Emiraten · Verenigde Staten · Vietnam · Wit-Rusland · Zambia · Zimbabwe · Zuid-Afrika · Zuid-Korea · Zweden · Zwitserland
Uitgesloten van deelname: Brunei